# Iglesia de Nuestra Señora de la Inmaculada Concepción (Seria)
La Iglesia de Nuestra Señora de la Inmaculada Concepción es el nombre que recibe un edificio religioso que se encuentra ubicado en la localidad de Seria, en el distrito de Belait al occidente del país y sultanato asiático de Brunéi, al norte de la isla de Borneo.
El templo sigue el rito romano o latino y depende del Vicariato Apostólico de Brunéi (Vicariatus Apostolicus Bruneiensis) con sede en la capital Bandar Seri Begawan.
Se trata de unos de los 3 templos católicos que funcionan en esa nación siendo los otros Procatedral de Nuestra Señora de la Asunción en Bandar Seri Begawan y la Iglesia de San Juan en Kuala Belait.